# Слотвіна (Живецький повіт)
Слотвіна (пол. Słotwina) — село в Польщі, у гміні Ліпова Живецького повіту Сілезького воєводства.
Населення — 797 осіб (2011).
У 1975-1998 роках село належало до Бельського воєводства.

## Демографія
Демографічна структура станом на 31 березня 2011 року:
|          | Загалом | Допрацездатний вік | Працездатний вік | Постпрацездатний вік |
| -------- | ------- | ------------------ | ---------------- | -------------------- |
| Чоловіки | 381     | 97                 | 254              | 30                   |
| Жінки    | 416     | 96                 | 244              | 76                   |
| Разом    | 797     | 193                | 498              | 106                  |